# Jazz (wrestler)
Carlene Denise Moore, meglio conosciuta come Jazz (New Orleans, 27 agosto 1972), è un'ex wrestler statunitense.
È nota per aver lottato nella Extreme Championship Wrestling e nella World Wrestling Entertainment, dove ha vinto per due volte il WWF/E Women's Championship. Ha inoltre gareggiato nella National Wrestling Alliance, dove ha detenuto l'NWA World Women's Championship per 948 giorni, e in Impact Wrestling, prima del suo ritiro.

## Carriera

### Extreme Championship Wrestling (1999–2000)
Moore si appassionò al wrestling dopo il college prendendo come esempio Jacqueline Moore.
Debuttò in Extreme Championship Wrestling nel 1999 con il ring name The Jazzmine (poi semplicemente Jazz) come manager dei campioni di coppia Justin Credible e Lance Storm, e rimase in ECW fino alla bancarotta.

### World Wrestling Federation/Entertainment

#### Women's Champion e varie faide (2001–2004)
Alla fine del 2001 firmò un contratto biennale con la World Wrestling Federation e fu inviata alla Ohio Valley Wrestling per sei mesi per allenarsi. Con il ring name Jazz, debuttò durante l'edizione 2001 delle Survivor Series come membro dell'Alliance, rimpiazzando Chyna in un Six-pack Challenge match contro Ivory, Jacqueline, Lita, Mighty Molly e Trish Stratus per il vacante WWF Women's Championship, incontro che vide Stratus vincere il titolo contro le avversarie.
La sua prima rivalità fu proprio con l'allora campionessa femminile Trish Stratus. Nell'episodio di Raw del 14 gennaio 2002, Jazz sconfisse Jacqueline divenendo la contendente numero uno per la cintura della canadese in un match programmato per l'edizione 2002 della Royal Rumble, dove però non riuscì a conquistare il titolo. Tuttavia, nell'episodio di Raw del 4 febbraio, sconfisse la campionessa vincendo il Women's Championship per la prima volta. Difese con successo il titolo in numerosi eventi, tra cui WrestleMania X8, il 27 marzo, dove sconfisse Lita e Trish Stratus in un Triple Threat Match. Fu inoltre l'ultima donna a detenere la cintura femminile sotto il logo della WWF e la prima a tenerla sotto quello della WWE, dopo che la World Wrestling Federation fu ribattezzata in World Wrestling Entertainment nella primavera del 2002.
Nell'episodio di Raw del 29 aprile sfidò Bubba Ray Dudley per l'Hardcore Championship e, pur non riuscendo a vincere il match, aiutò con successo Stevie Richards a conquistarlo, con il quale formò un'alleanza. I due si aiutarono a vicenda a mantenere le rispettive cinture nelle settimane seguenti, fino a quando Jazz perse il titolo femminile contro Trish Stratus a Raw in un hardcore-rules match il 13 maggio. Proprio al termine dell'incontro, Jazz subì un infortunio dopo aver ricevuto una superbomb su un tavolo (kayfabe; in realtà si era infortunata alcuni giorni prima durante l'edizione 2002 di Insurrextion, in cui aveva perso un incontro in coppia con Molly Holly contro Stratus e Jacqueline), e fu così costretta a rimanere per un periodo di tempo lontana dai ring della federazione.
Fece il suo ritorno nell'episodio di Raw del 27 gennaio 2003, attaccando nuovamente Stratus al termine di un match valido per il Women's Championship di Victoria, intromettendosi nella faida tra le due lottatrici. Le tre si sfidarono per la cintura a WrestleMania XIX, evento che vide Trish Stratus sconfiggere le avversarie. Durante quel periodo, assunse come manager Theodore Long, che l'aiutò a riconquistare il titolo proprio contro Stratus a Backlash e a difenderlo per tutta la durata del suo secondo regno. Rimase campionessa fino a giugno, battendo anche Victoria, Jacqueline e Trish a Judgment Day in Fatal Four-Way Match. Tuttavia, il 30 giugno, perse il titolo in una Battle Royal a Raw, che vide Gail Kim trionfare e vincere la cintura nel giorno del suo debutto. Durante il match, Jazz aveva subito un infortunio alla spalla e prese dunque una pausa per potersi riabilitare.
Tornò in WWE l'anno seguente, a gennaio, ma il suo personaggio fu d'ora in poi usato con più parsimonia. Il 23 febbraio 2004, a Raw, perse l'opportunità di vincere il Women's Championship di Molly Holly, venendo sconfitta per prima in un Fatal Four Way Elimination Match contro la campionessa, Lita e Victoria. Successivamente diventò manager del suo vero marito Rodney Mack e durante il resto dell'anno prese parte ad una serie di match singoli e tag team a Raw e a Heat, partecipando anche in alcuni pay-per-view. Fu licenziata dalla WWE nel novembre 2004 a causa della mancanza di idee creative per il suo personaggio.

#### Breve ritorno (2006)
Tornò in WWE per qualche mese nel 2006 come membro della rinata ECW, prendendo parte il 7 giugno all'evento WWE vs. ECW Head-to-Head, dove perse contro la campionessa Mickie James. Tuttavia, non continuò ad avere un ruolo sugli schermi della federazione e fece solo poche apparizioni durante gli house show. In seguito, insieme al marito e a molti altri lottatori, fu nuovamente licenziata.

### Circuiti indipendenti (2005–2016)
A partire dal 16 gennaio 2005 iniziò a lavorare nel circuito indipendente ed apparve al Reunion Show non ufficiale della ECW, Hardcore Homecoming. Alla fine del 2005 Jazz e Rodney Mack aprirono il Dirtysouth Championship Wrestling, una promozione indipendente con sede in Louisiana. Jazz iniziò a competere anche nel Women's Extreme Wrestling, dove vinse il titolo del mondo dei pesi massimi della società nel maggio 2005 in un Fatal Four M'enage Quatro match contro Angel Orsini, Mercedes Martinez, e Simply Luscious, dopo che il precedente campione, Tai "Killer Weed, fu costretto a rinunciare al titolo a causa di un infortunio. Ancora campionessa WEW, il 24 giugno 2005, sconfisse April Hunter vincendo il NWA Cyberspace Women's Championship.
Nel 2006 Jazz e Mack ribattezzarono la DCW in Downsouth Championship Wrestling. Subito dopo il cambio nome, Jazz vinse il Louisiana State Championship della sua promozione. Il 24 giugno partecipò a ChickFight V e debuttò in All Pro Wrestling.
Nel maggio 2007, Jazz e Mack furono ingaggiati dalla promozione Queens of Chaos in Francia.
Alla fine del 2009 debuttò a Women Superstars Uncensored in New Jersey, sconfiggendo Angel Orsini. Continuò a competere nella compagnia e nella National Wrestling Superstars, dove collaborò con l'ex star ECW Balls Mahoney in un torneo.
Nel 2010 vinse il terzo Uncensored Rumble della WSU per contendersi il titolo WSU di Mercedes Martinez. Il 5 novembre 2010, Martinez sconfisse Jazz nel main event del pay-per-view Breaking Barriers. Jazz fu sconfitta da Alicia allo show per il quadriennale della WSU il 5 marzo 2011. Tuttavia, più tardi quella stessa sera, si offrì come partner della WSU Tag Team Champion Marti Belle, la cui compagna, Tina San Antonio, aveva subito un infortunio la settimana precedente. Marti Belle e Jazz sconfissero Amy Lee e Cindy Rogers e The Soul Sisters (Jana e Latasha) diventando le "nuove" WSU Tag Team Champion, cosicché Jazz conquistò il suo primo titolo Tag Team. Tuttavia, Belle & San Antonio avrebbero perso le cinture prima che Jazz fosse in grado di poterle difendere. Fu programmata una rivincita per Jazz, ma la wrestler si ritirò per motivi personali.

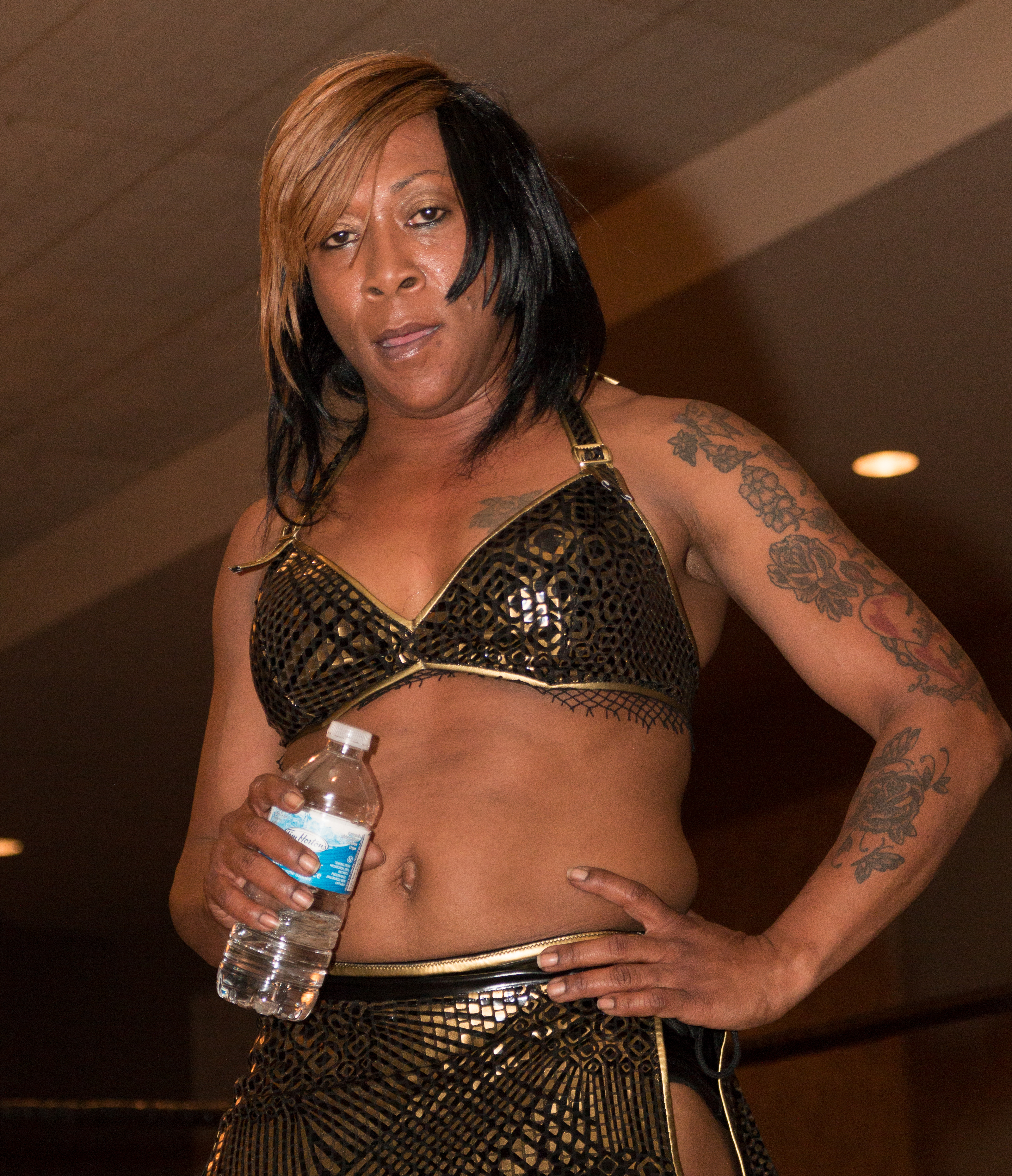
Jazz nell'aprile del 2014

Il 21 luglio 2012 prese parte all'evento inaugurale di Shine Wrestling Shine 1, dove le fu consegnato il Legacy Award dal sito di wrestling femminile Diva Dirt, ma durante la consegna del premio fu interrotta da Mercedes Martinez. All'evento, Jazz sconfisse Sara Del Rey nel main event. Successivamente, affrontò Martinez il 17 agosto al main event di Shine 2, conclusosi con un no-contest. Dopo aver sconfitto Rain il 21 settembre a Shine 3, fu annunciato che Jazz avrebbe sfidato l'allora campionessa Saraya Knight per il titolo a Shine 4. Tuttavia, non riuscì a conquistare la cintura all'evento a causa dell'interferenza di Martinez e di Rain. Il 16 novembre, a Shine 5, si è alleò con Amazing Kong e sconfisse Martinez e Rain al main event, ponendo fine alla feud che le coinvolgeva.
Il 19 aprile 2013, a Shine 9, Jazz sconfisse Ivelisse in un match di qualificazione al torneo valido per lo Shine Championship; tuttavia non prese parte al torneo per motivi non rivelati e la sua apparizione a Shine 9 fu l'ultima nella federazione.
Il 4 aprile 2014, in occasione dell'evento A Wrestling Odyssey di WWNLive, sfidò senza successo Ivelisse per il titolo Shine.
Il 2 settembre 2016 debuttò nella Chikara, partecipando al King of Trios 2016 come parte del team Original Diva Revolution insieme a Mickie James e Victoria. Le tre sconfissero il team Shimmer (Candice LeRae, Crazy Mary Dobson e Solo Darling) ma furono eliminate dal torneo il giorno successivo, venendo battute dal team The Warriors Three (Oleg the Usurper, Princess KimberLee e ThunderFrog).

### National Wrestling Alliance e All Elite Wrestling (2016–2019)
Il 16 settembre 2016 vinse il NWA World Women's Championship di Amber Gallows a NWA Texoma. Il 21 ottobre 2018, al 70º anniversario della NWA, difese con successo la sua cintura contro Penelope Ford. Il 22 aprile 2019, in seguito ad una serie di problemi personali e legati alla salute della lottatrice, il titolo di Jazz fu reso vacante. Il suo regno durò 948 giorni, piazzandosi terza nella classifica dei regni più longevi, subito dopo The Fabulous Moolah e Debbie Combs.
Nell'agosto del 2019 prese parte alla 21-Women Casino Battle Royale tenutasi al pay-per-view della All Elite Wrestling All Out, senza però vincere l'incontro.

### Impact Wrestling e ritiro (2020–2021)
Nonostante il 5 ottobre 2020 avesse annunciato il suo ritiro dal mondo del wrestling, citando gli stessi problemi di salute e personali come causa della rinuncia al NWA World Women's Championship, debuttò successivamente in Impact Wrestling durante l'espisodio di Impact! del 24 novembre gareggiando, in coppia con Jordynne Grace, nell'Impact Knockout's Tag Team Championship Tournament. Nell'episodio di Impact! del 1º dicembre, Grace e Jazz hanno sconfitto Killer Kelly e Renee Michelle passando alla fase successiva del torneo; sono state però eliminate al secondo round da Havok e Nevaeh nella puntata del 5 gennaio 2021. La sconfitta portò le due lottatrici a sfidarsi al pay-per-view Genensis, in un match vinto da Grace.
A febbraio, durante l'evento No Surrender, Jazz in coppia con Grace e ODB sconfisse Deonna Purrazzo, Kimber Lee e Susan. In seguito Jazz e Grace persero l'opportunità di vincere i titoli femminili di coppia, venendo battute a Sacrifice contro le campionesse Fire 'N Flava (Kiera Hogan e Tasha Steelz). Iniziò poi un feud con la Impact Knockout's Champion Deonna Purrazzo, perdendo un match non titolato nella puntata di Impact! del 23 marzo. La rivalità si concluse quando Jazz sfidò senza successo la campionessa durante Hardcore Justice, in un match "title vs career", che costrinse la wrestler ad abbandonare la federazione. Tuttavia, cominciò poi il suo ruolo di manager per Grace e la debuttante, nonché sua nuova partner, Rachael Ellering, fino al suo ritiro avvenuto nell'aprile 2021.

### Attività successive (2021–presente)
Dopo l'annuncio del suo ritiro, tornò a lavorare nella National Wrestling Alliance in qualità di coach, produttrice e capo della divisione femminile.
Nel 2025 tornò a sorpresa in TNA durante l'episodio di Impact! del 6 febbraio in una battle royal valida per il TNA Knockouts World Championship. Il mese seguente fu anche annunciato il suo ruolo di coach femminile per la stessa federazione. Nel luglio dello stesso anno apparve inoltre durante Evolution 2 della WWE insieme ad altre pioniere del passato. È stata la prima apparizione di Jazz nella federazione dal 2006.

## Vita privata

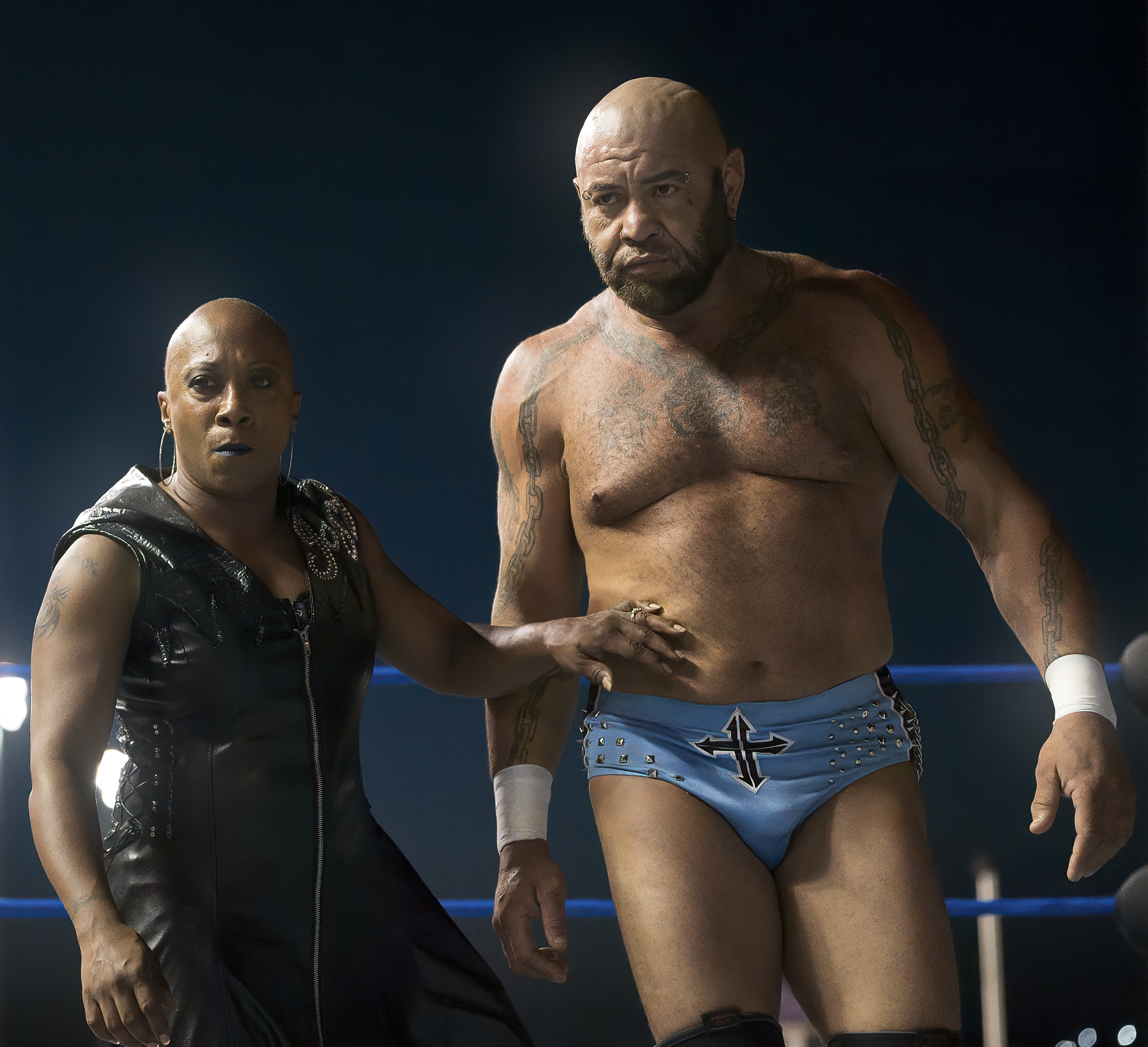
Jazz nel 2019 insieme al marito Rodney Mack

Al liceo e al college Moore giocava a basket, fino a quando un infortunio al ginocchio mise fine alla sua carriera di cestista. In seguito lasciò il college per lavorare.
È sposata con il collega Rodney Mack. Vivono insieme a Lafayette, Louisiana e la coppia ha avuto due gemelle di nome Summer e Skye nel novembre del 2008.
Moore possiede una palestra di fitness e gestisce anche una scuola di wrestling con suo marito chiamata "The Dog Pound".

## Controversie
Nel luglio 2016 fu nominata parte di una causa collettiva intentata contro la WWE, la quale sosteneva che i lottatori avevano subito lesioni cerebrali traumatiche durante il loro periodo nella federazione e che la società nascondeva i rischi di lesioni. La causa fu intentata dall'avvocato Konstantine Kyros (coinvolto in una serie di altre cause contro WWE) e fu archiviata dal giudice distrettuale statunitense Vanessa Lynne Bryant nel settembre del 2018.
Nel 2020 mosse inoltre alcune critiche alla WWE, lamentando il trattamento leggermente diverso che la federazione riserverebbe ai lottatori di colore.

## Personaggio

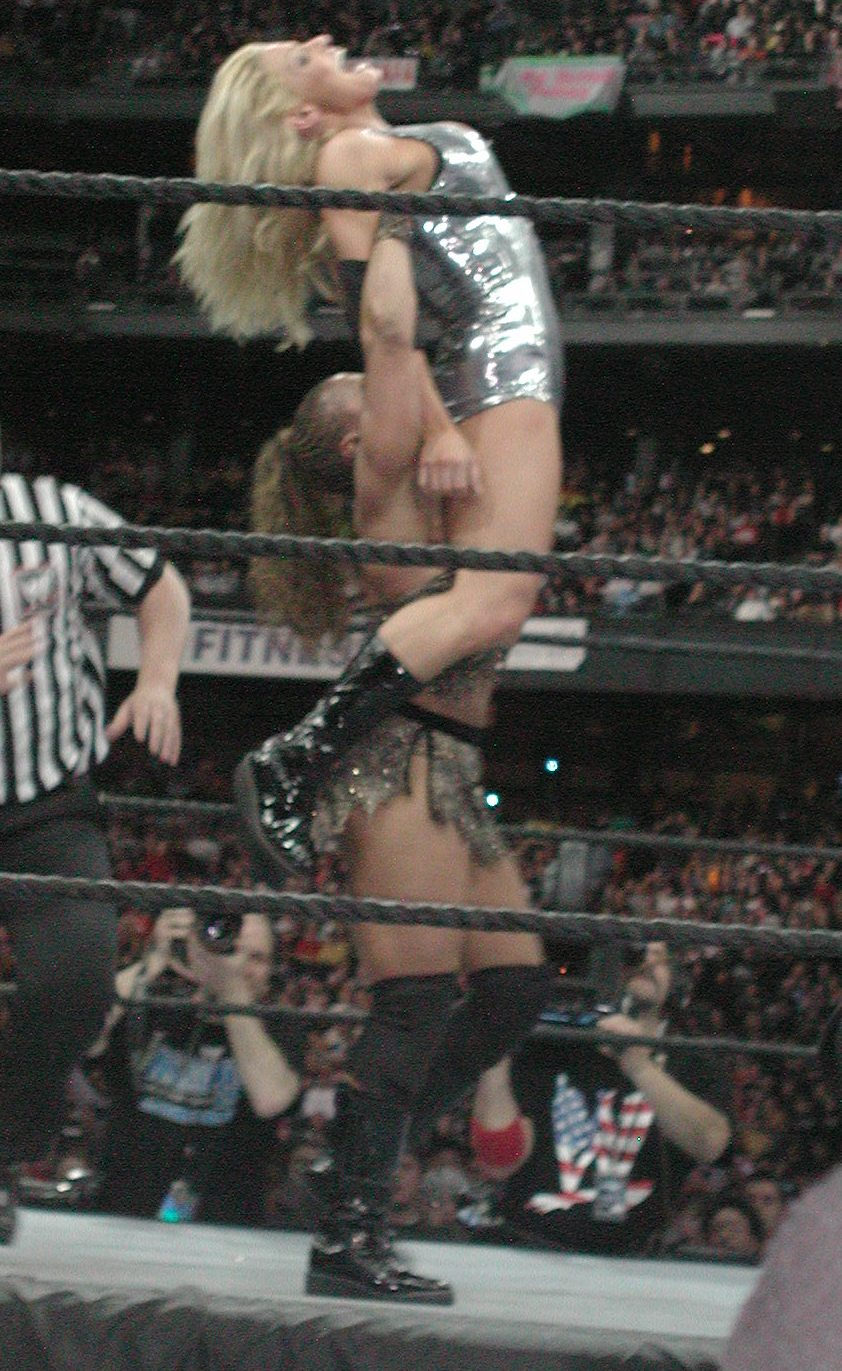
Jazz applica la Bitch Clamp a Trish Stratus durante WrestleMania XIX

### Mosse finali
- Bitch Clamp (Double Chickenwing Facebuster)
- STF
- Fisherman Suplex
- Oklohama Slam - ECW

### Soprannomi
- "The Baddest Bitch"

### Manager
- Theodore Long

### Musiche d'ingresso
- Money, Power, Respect dei The LOX (ECW)
- Missy Mercy di Chris B. (WWF; 2001–2002)
- Monster di KeriLynn Lenhart (WWF/WWE; 2002–2003)
- Jazz Stinger di Jim Johnston (WWE; 2003–2004, 2006)

## Titoli e riconoscimenti
Cauliflower Alley Club
- Women's Wrestling Award (2020)

Downsouth Championship Wrestling

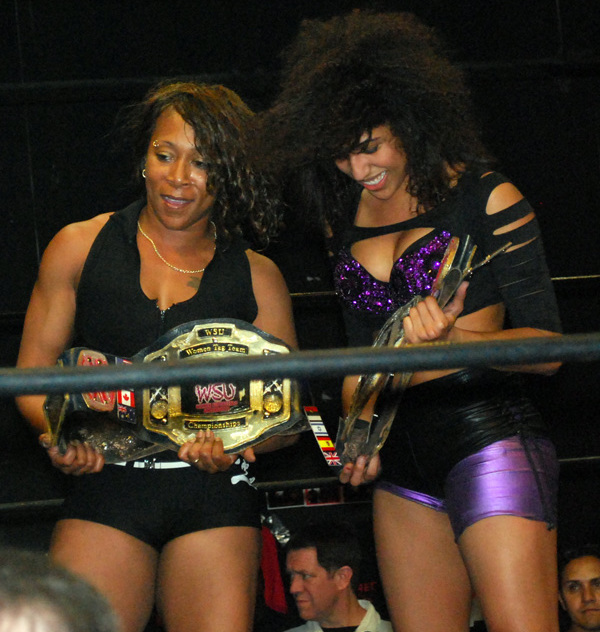
Jazz (a sinistra) e Marti Belle con il WSU Tag Team Championship

- DCW Louisiana State Championship (1)

Heavy on Wrestling
- HOW Women's Championship (1)

National Wrestling Alliance
- NWA World Women's Championship (1)

NWA Cyber Space
- NWA Cyber Space Women's Championship (1)

Pro Wrestling Illustrated
- 13ª tra le 50 migliori wrestler di sesso femminile nella PWI 50 (2012)

Southwest Wrestling Entertainment
- SWE Women's Championship (1)
- Hall of Fame (classe del 2020)

Texas Wrestling Hall Of Fame
- Hall of Fame (classe del 2012)

Women Superstars Uncensored
- WSU Hall of Fame (classe del 2010)
- WSU Tag Team Championship (1) – con Marti Belle

Women's Extreme Wrestling
- WEW World Championship (1)

World Wrestling Federation/Entertainment
- WWF/E Women's Championship (2)

## Nei videogiochi
- ECW Hardcore Revolution[26]
- ECW Anarchy Rulz[27]
- WWE SmackDown! Shut Your Mouth[28]
- WWE Raw 2[29]
- WWE SmackDown! Here Comes the Pain[30]
- WWE WrestleMania 21[31]